# Geneviève Morissette
Pour les articles homonymes, voir Morissette.
Geneviève Morissette, dit La Morissette est une auteure-compositrice-interprète québécoise, née au Saguenay-Lac-Saint-Jean. 

## Biographie
La carrière de Geneviève Morissette démarre à 8 ans. Elle apprend le piano avec sa grand-mère mais préfère jouer dehors et rêve de devenir cascadeuse. Adolescente, un disque de Janis Joplin lui donne envie de devenir chanteuse, Geneviève prend le nom de scène « La Morissette ».
Plus tard, elle reprend le piano et le chant pop jazz avec la chanteuse québécoise Johanne Blouin, s'inscrit à l'École nationale de la chanson de Granby (Québec) et s'illustre dans de nombreux concours de chansons québécoises.
En 2009, elle remporte le concours « Ma première place des arts ». En 2012 , elle est finaliste du Festival international de la chanson de Granby et gagne le prix du public et le prix des Rencontres d'Astaffort dirigées par Francis Cabrel,. Lynda Lemay l'invite ensuite à chanter sur la scène de l'Olympia de Paris en 2014. Elle s'installe en France en 2015 et multiplie les concerts. Son rock s'inspire de ses parents artistiques Robert Charlebois et Diane Dufresne. Son premier album Me v'là est réalisé par Antoine Gratton, sous le label EPM Musique, son album est un mélange de rock et de chansons, enregistré en public à Montréal et au studio Le Garage à Paris. Elle se produit à Paris au Café de la Danse ou aux Trois Baudets et entreprend une tournée à travers la France. Elle reçoit de M. Jacques Krabal, secrétaire général de la francophonie, la médaille de l'Assemblée nationale. Elle chante à l'Olympia le 22 avril 2019. Elle est à l'affiche du film Aline de Valérie Lemercier sorti en 2020 et a aussi participé à l'adaptation québécoise.

## Discographie

### Albums
- Me v'là

- Me rev'là

## Spectacles
- 2014 : Invitée au concert de Lynda Lemay, elle interprète La Femme en beige[9]
- 2014 : Fête de la musique à la Maison du Québec de Saint-Malo
- 2014 : Festival du voyageur, à Manitoba au Canada[3]
- 2014 : Festival Aah ! Les déferlantes à Portes-lès-Valence
- 2015 : Spectacle Me v'là aux Trois Baudets, Paris
- 2015 : Festival Only French, à la Boule noire, Paris
- 2015 : Première partie de Camélia Jordana, Festival de Marne, Villeneuve-Saint-Georges
- 2015 : Confluences, Journées francophones de l'Académie Charles Cros[10].
- 2015 : Soirée FrancoFans, au Biplan de Lille
- 2016 : Spectacle Me v'là au Café de la Danse, Paris, à Astaffort, au Bijou de Toulouse
- 2016 : Festival Chansons et mots d'amour
- 2016 : Festival Découvrir de Concèze
- 2016 : Concert de sortie de résidence à Château-Thierry[11]
- 2016 : Me rev'là à la Cigale de Paris[12]
- 2016 : Coup de cœur francophone au Lion d'or à Montréal[13]
- 2018 : Spectacle au Casino de Port La Nouvelle
- 2018 : Au Don Camilo, première partie de Laurent Gerra, de Jean-Marie Bigard, de Tex, de Gérald Dahan
- 2018 : Concert avec la maîtrise de Reims à la Spirale de Fismes
- 2018 : Festival Pully-Lavaux à l'heure du Québec (Suisse)
- 2019 : 2 shows en coloc à l'Olympia (Co-plateau avec Thierry Garcia)
- 2019 : Gala Pully-Lavaux Québec à Savigny (Suisse)
- 2019 : Spectacle lors de la soirée de l'association Aktebo, avec Jean-Pierre Pernaut et Harry Roselmack
- 2019 : Première partie de Daniel Lévi au Silo à Marseille, avec Avy Marciano en invitée.
- 2020 : Première partie des Frangines à l'Estival de Saint-Germain-en-Laye
- 2022 : Festival Pully-Lavaux à l'heure du Québec (Suisse)
- 2022 : Spectacle au Café de la danse à Paris
- 2022 : Chanson « Michel Drucker » devant Michel Drucker lors d'un concert de Lynda Lemay à l'Olympia de Paris
- 2023 : Co Plateau avec Diane Tell au Parc de la Perle de Villeneuve (Suisse)

## Distinctions
- 2009 : Lauréate Auteur-compositeur-interprète de Ma première place des Arts, Montréal[5]
- 2012 : Prix du public, Prix Rencontres d'Astaffort au Festival international de la chanson de Granby, Québec [14]
- 2016 : Médaille de l'Assemblée nationale pour son action pour la francophonie, remise par le Député-Maire Jacques Krabal.[réf. nécessaire]
- 2018 : Prix de l'interprète féminine au Festival Pully-Lavaux à l'heure du Québec (Suisse)
- 2019 : Médaille de vermeil de la société académique Arts-Sciences-Lettres